# 민속

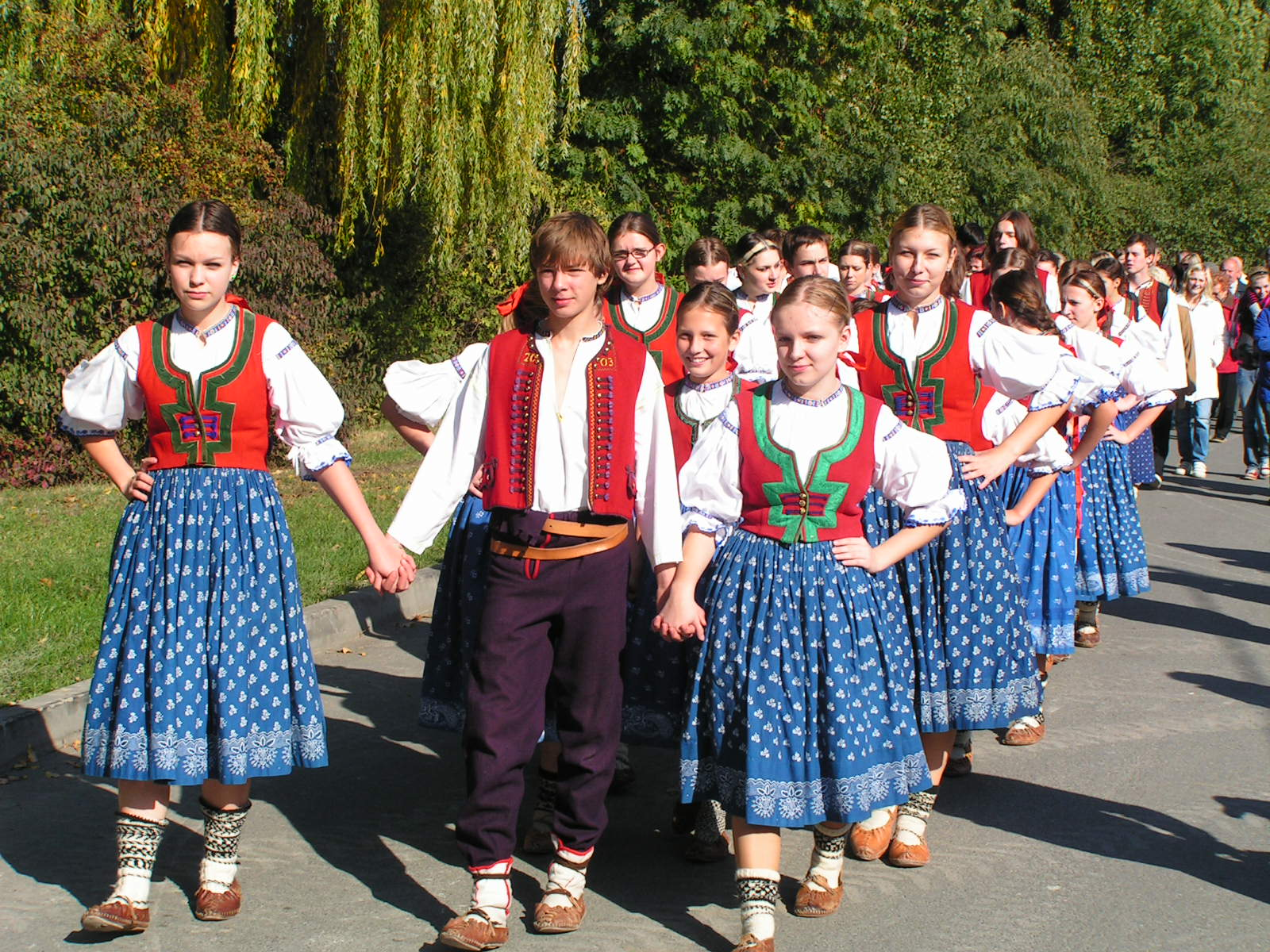

민속(民俗, folklore)은 사람들이 모여 사는 집단마다 고유하게 전해 내려오는 생활 양식이나 풍습, 미신, 속담과, 민담과 전설, 신화를 포함한 구전 문학, 그리고 음악, 무용 등의 문화 양식을 한데 묶어 이르는 말이다. 민속은 사회 집단이 주변의 자연 환경과 다른 사회 집단, 더 나아가 집단이 속해 있는 국가 사이의 관계에 적응하는 과정에서 만들어진다. 민속은 또한 민간 신앙에 대한 행동을 취하는 관습적인 설화와 성탄절, 결혼식, 민속 무용, 입회식과 같은 축하 행사의 형태와 의식을 포괄한다.
이것들 각각은 단독으로 또는 조합되어 민속 유물 또는 전통 문화 표현으로 간주된다. 형식만큼이나 필수적인 민속 역시 이러한 유물이 한 지역에서 다른 지역으로, 또는 한 세대에서 다음 세대로 전달되는 과정을 포괄한다. 민속은 일반적으로 정규 학교 커리큘럼이나 미술 공부를 통해 얻을 수 있는 것이 아니다. 대신, 이러한 전통은 구두 교육이나 시연을 통해 한 개인에서 다른 개인으로 비공식적으로 전달된다.
민속에 대한 학문적 연구를 민속학이라고 하며 학부, 대학원, 박사 과정에서 탐구할 수 있다.

## 같이 보기
- 민속학